# Büttös
Büttös is een plaats (község) en gemeente in het Hongaarse comitaat Borsod-Abaúj-Zemplén. Büttös telt 235 inwoners (2001).